# Gran Premi de França del 2005
Resultats del Gran Premi de França de Fórmula 1 de la temporada 2005, disputat al circuit de Nevers Magny-Cours el 3 de juliol del 2005.

## Resultats
| Pos | No | Pilot                | Equip               | Voltes | Temps/ Retirada         | Pos. de sortida | Punts |
| --- | -- | -------------------- | ------------------- | ------ | ----------------------- | --------------- | ----- |
| 1   | 5  | Fernando Alonso      | Renault             | 70     | 1h 31' 22. 232          | 1               | 10    |
| 2   | 9  | Kimi Räikkönen       | McLaren - Mercedes  | 70     | + 11.8 s                | 13              | 8     |
| 3   | 1  | Michael Schumacher   | Ferrari             | 70     | + 1' 21.9 min.          | 3               | 6     |
| 4   | 3  | Jenson Button        | BAR - Honda         | 69     | + 1 Volta               | 7               | 5     |
| 5   | 16 | Jarno Trulli         | Toyota              | 69     | + 1 Volta               | 2               | 4     |
| 6   | 6  | Giancarlo Fisichella | Renault             | 69     | + 1 Volta               | 6               | 3     |
| 7   | 17 | Ralf Schumacher      | Toyota              | 69     | + 1 Volta               | 11              | 2     |
| 8   | 11 | Jacques Villeneuve   | Sauber - Petronas   | 69     | + 1 Volta               | 10              | 1     |
| 9   | 2  | Rubens Barrichello   | Ferrari             | 69     | + 1 Volta               | 5               |       |
| 10  | 14 | David Coulthard      | Red Bull - Cosworth | 69     | + 1 Volta               | 15              |       |
| 11  | 4  | Takuma Sato          | BAR - Honda         | 69     | + 1 Volta               | 4               |       |
| 12  | 7  | Mark Webber          | Williams - BMW      | 68     | + 2 Voltes              | 12              |       |
| 13  | 18 | Tiago Monteiro       | Jordan - Toyota     | 67     | + 3 Voltes              | 19              |       |
| 14  | 8  | Nick Heidfeld        | Williams - BMW      | 66     | + 4 Voltes              | 14              |       |
| 15  | 19 | Narain Karthikeyan   | Jordan - Toyota     | 66     | + 4 Voltes              | 17              |       |
| Ret | 10 | Juan Pablo Montoya   | McLaren - Mercedes  | 46     | Motor                   | 8               |       |
| Ret | 21 | Christijan Albers    | Minardi - Cosworth  | 37     | Punxada                 | 20              |       |
| Ret | 20 | Patrick Friesacher   | Minardi - Cosworth  | 33     | Punxada                 | 18              |       |
| Ret | 12 | Felipe Massa         | Sauber - Petronas   | 30     | Hidràulics              | 9               |       |
| Ret | 15 | Christian Klien      | Red Bull - Cosworth | 1      | Pressió del combustible | 16              |       |

## Altres
- Pole: Fernando Alonso 1' 14. 412

- Volta ràpida: Kimi Räikkönen 1' 16. 423 (a la volta 25)